# Свирколуцкий Богородицкий монастырь
Свирколуцкий Богородицкий монастырь (Монастырь в честь Рождества Пресв.Богородицы и преподобного Сергия Чудотворца в Свирковых Луках) — монастырь, существовавший с 1540х по 1764 гг. в бывшем селе Сверколучье, ныне Кардымовский район Смоленской области.

## История
По житию Герасима Болдинского известно, что до 1522 года в селе Сверколучье (Свирковы Луки) существовала скромная обитель на 2 кельи. В 1522 году, после заключения перемирия с Литвой, село было передано во владение местому боярину Якову Андреевичу Салтыкову из рода Салтыковых, который конфликтовал с монахами и использовал её постройки в качестве охотничьего ночлега. Приблизительно в 1540х гг Герасим Болдинский получил от Ивана Грозного разрешение на устройство монастыря и царскую грамоту на земельные угодья. С этого времени и начинается история Свирколуцкого монастыря.
Когда община монастыря достигает 35 человек, Герасим Болдинский назначает строителем монастыря своего ученика Сергия, а сам покидает обитель. В смутное время монастырь опустевает. По акту 1633 года монастырский храм числится как приходской.
Возрождается монастырь лишь в 1656 году, когда строителем монастыря назначается Сергий Салтыков, потомок Я.А.Салтыкова, которому были дарованы грамоты "ведать и строить" монастырь:

отъ Его Царскаго Величества дана <...> Строителю Сергію Михайловичу Салтыкову жалованная граммата, чтобъ вҍдать ему строителю въ <...> Дорогобужскомъ уҍздҍ монастырь Рождества Пресв. Богородицы и Преподобнаго Сергія Чудотворца въ Свирковыхъ Лукахъ.— https://viewer.rusneb.ru/ru/rsl01004093362?page=739
В этом же году монастырь приписывается к Бизюкову монастырю, основателем которого и являлся Сергий Салтыков.
В 1764 г. в результате Секуляризационной реформы монастырь был упразднён, а его храм был обращён в приходской.

## Владения
По самому раннему списку от 1668 г. во владении монастыря находилось 9 деревень и 7 пустынок, 32 крестьянских двора и 3 семьи подсоседников. Сёл, кроме Свирколучья при обители, не имел. Некоторые из деревень, принадлежавших монастырю: Коровники, Козы, Ковали, Гончары, Часовня. Названия деревень свидетельствуют о наличии многоотраслевого монастырского хозяйства.
В 1764 г. монастырь владел 14 деревнями и до 700 крестьянских душ.

## Постройки монастыря
Обитель состояла из 2х храмов: Рождества Пресвятой Богородицы (1633 г.) с приделом Преподобного Сергия Чудотворца (1656 г.) и Николая Чудотворца (1739 г.), построенных вместо подобных же, основанных Герасимом Болдинским. После упразднения монастыря храмы обращены в приходские. К 1871 г. древних построек не существовало.